# Poecilopsis grisea
Poecilopsis grisea là một loài bướm đêm trong họ Geometridae.